# Хронологија инвазије Русије на Украјину (јун 2022)
Овај чланак обухвата дешавања која су се догодила у јуну 2022. године, за време инвазије Русије на Украјину.

## Хронологија

### 1. јун
Сједињене Државе су пристале да пошаљу у Украјину ракетни систем високе покретљивости ("М142 HIMARS") уз уверавање од стране лидера те земље да неће бити коришћен против циљева у Русији. Портпарол Кремља Дмитриј Песков рекао је да овај потез „долива уље на ватру“.
Немачки канцелар Олаф Шолц рекао је да ће Немачка снабдевати Украјину савременим ракетама земља-ваздух за заштиту градова од руских ваздушних напада.

### 2. јун
Сајбер команда Сједињених Америчких Држава потврдила је да спроводи сајбер операције у име Украјине. Генерал Пол Накасон, командант USCYBERCOM," рекао је: „Спровели смо серију операција у целом спектру: офанзивне, одбрамбене, [и] информативне операције.
Председник Зеленски је рекао да је на дан 2. јуна Русија контролисала 20 одсто украјинске територије, што је еквивалентно скоро 125.000 km².

### 3. јун
Сергеј Гајдај је изјавио да су украјинске трупе ушле у борбу блок по блок за град Северодоњецк и успеле да потисну руске снаге.

### 4. јун
Александар Богомаз, гувернер руске Брјанске области, рекао је да су украјинске снаге извршиле ударе на једно село у региону.
Русија је саопштила да је у близини Одесе оборила украјински војни транспортни авион са оружјем и муницијом.
Украјина је саопштила да је руска ракета летела "критично ниско" изнад велике нуклеарне електране.

### 5. јун
Украјина је саопштила да је убила команданта 29. комбиноване армије, генерала-потпуковника Романа Бердникова. Поред тога, смрт генерал-мајора Романа Кутузова потврдила је руска државна телевизија.

### 6. јун
Украјинска армија је саопштила да је потиснула руску Црноморску флоту на удаљеност већу од 100 km од украјинске обале Црног мора.

### 7. јун
7. јуна је био хакован сајт руског Министарства грађевинарства и стамбено-комуналних услуга. Покушаји отварања веб странице путем интернет претраге доводили су кориснике до натписа „Слава Украјини“ на украјинском језику.

### 8. јун
До 100 тела пронађених у рушевинама високих зграда у Маријупољу превезено је у мртвачнице и депонији, рекао је у среду помоћник градоначелника, а вест је пренео АП. Петро Андрјушченко је уклањање тела описао као „бескрајни караван смрти“ у посту на Телеграму.
Главни рабин Москве Пинхас Голдшмит побегао је из Русије након што је одбио да јавно подржи рат у Украјини.

### 9. јун
Сергеј Гајдај је изјавио да руске снаге контролишу велики део Северодоњецка, док се украјинске снаге налазе у индустријској зони.

### 10. јун
Званичници Украјине су саопштили да су залихе артиљеријске муниције скоро исцрпљене, уз употребу 5.000-6.000 метака дневно, и да се сада ослањају на Запад како би их поново снабдевао. Са стране Украјине је такође наведено да дневно губе 100-200 војника. Такође, Украјина је тврдила да Русија испаљује 60.000 метака и ракета дневно. Украјинска обавештајна служба је саопштила да је Русија извукла из складишта тенкове Т-62, нагазне мине из 1950-их и друге системе „MLRS“.
Дмитро Живицки, гувернер Сумске области, рекао је да су руске трупе напале села у региону помоћу дронова камиказа и квадрокоптера. Он је навео да нико није повређен и да је оштећена једна кућа.

### 11. јун
Володимир Зеленски је рекао да је Украјина извела ваздушне ударе на јужни регион Херсона који је окупиран од стране Русије.
Према речима локалних званичника, први руски пасоши су подељени грађанима у Херсонској и Запорошкој области.

### 12. јун
Руско Министарство одбране је саопштило да је користило крстареће ракете "Калибар" како би уништили велико складиште западног оружја у украјинској Тернопољској области. Такође је речено да су оборена три украјинска Су-25 авиона у близини Доњецка и Харкова.

### 13. јун
Сергеј Гајдај је изјавио да је уништен последњи од три моста који повезују Северодоњецк са остатком Украјине. Он је рекао да се становници који су остали у граду суочавају са „изузетно тешким условима“. Такође је изјавио да руске снаге контролишу 80 одсто града.

### 14. јун
Сепаратисти које подржава Русија саопштили су да је петоро људи погинуло, а двадесет двоје рањено у украјинском гранатирању Доњецка.

### 15. јун
Оружане снаге Русије су саопштиле да су уништиле складиште муниције у Доњецкој области и радарску станицу за контролу ваздуха у Лисичанску. Русија је такође саопштила да је убила 300 украјинских војника као резултат жестоких борби.
Украјинске снаге су наводно постигле успех у Херсонској области.

### 16. јун
Украјина је саопштила да је потопила руски тегљач Спаситељ Василиј Бех са две ракете "Харпун".

### 17. јун
Адмирал Тони Радакин, начелник штаба одбране Уједињеног Краљевства, изјавио је: „Председник Путин је искористио око 25% моћи своје војске да освоји сићушну територију и 50.000 људи је мртво или повређено. Русија пропада.“
Председник Путин је на економском форуму у Санкт Петербургу разговарао са инвеститорима о економским санкцијама, рекавши да „економски блицкриг против Русије није имао шансе да успе од самог почетка“. Он је даље рекао да ће више повредити оне који их намећу него Русију, називајући иһ „лудим и непромишљеним“. Руским инвеститорима је рекао: „Улажите овде. Безбедније је у сопственој кући. Они који ово нису хтели да слушају изгубили су милионе у иностранству.”

### 18. јун
САД су саопштиле да размишљају о удвостручавању броја "HIMARS" система који се испоручују Украјини. Украјина је такође затражила ракете дугог домета које "HIMARS" може да лансира.
Према саопштењу аустралијске владе, од 14 оклопних транспортера М113АS4 које је Аустралија поклонила Украјини, 4 је утоварено у украјински авион Ан-24.

### 19. јун
Руски званичници су се жалили на ограничења Литваније у транспорту железничке робе између Русије и Калињинграда. Константин Косачов је на Телеграму написао: „Као држава чланица ЕУ, Литванија крши читав низ правно обавезујућих међународних правних аката." Он је такође рекао да ова "почетна блокада" утиче на 40-50% железничке робе.
Њујорк тајмс је детаљно истражио руско оружје које се користи у Украјини и навео да је више од 210 типова оружја забрањено различитим међународним уговорима. Додаје се да је већина оружја које су користиле руске снаге била ненавођена (у смислу слободног лансирања).

### 20. јун
Жозеп Борељ, дипломата у ЕУ, назвао је руско блокирање жита "правим ратним злочином".

### 21. јун
Русија је позвала на разговор амбасадора ЕУ у Москви због забране Литваније да одређена роба иде железничким путем у Калињинград. Руско министарство спољних послова је саопштило: „Русија задржава право да предузме акције за заштиту својих националних интереса“, назвавши тај чин „без преседана“ и „незаконитим“. Литвански министар спољних послова Габријелијус Ландсбергис је изјавио: „Не ради Литванија ништа: то су европске санкције које су почеле да функционишу од 17. јуна... То је урађено уз консултације Европске комисије и према смерницама Европске комисије.“

### 22. јун
Две беспилотне летелице које су летеле из правца Украјине удариле су у велику руску рафинерију нафте у близини границе у Новошахтинску.

### 23. јун
Руске трупе су опколиле украјинске трупе у насељима Золоте и Хирске.

### 24. јун
Украјинским снагама је наређено да се повуку из града Северодоњецка. Према Сергеју Гајдају (гувернеру Луганске области): „Останак на положајима који су месецима немилосрдно гранатирани једноставно нема смисла. Добили су наређење да се повуку на нове положаје... и одатле да наставе њихове операције. Нема смисла остати на положајима који су уништени већ неколико месеци само ради останка“.Старешина Хирске општине Алексиј Бабченко саопштио је да је цео град под руском контролом. Руско Министарство одбране саопштило је да је опколило 2.000 украјинских војника у региону Золоте/Хирске.

### 25. јун
Украјина је почела да распоређује HIMARS. Према речима команданта украјинског Генералштаба, Валерија Залужног: „Артиљерац Оружаних снага Украјине вешто гађа одређене циљеве – војне циљеве непријатеља на нашој, крајинској, територији“.

### 26. јун
Русија је испалила 14 пројектила на Кијев (од којих су неке биле ракете X101 испаљене из бомбардера Ту-95 и Ту-160 изнад Каспијског мора), оштетивши стамбене зграде и једно обданиште. То су били први удари на Кијев након три недеље. Једна особа је погинула, а шесторо је повређено као последица овог напада.

### 27. јун
Русија је лансирала пројектиле на тржни центар у Кременчуку. У том тренутку, у објекту је било око 1.000 људи. Погинуло је најмање 20 људи. Русија је наводно негирала да је ударила у тржни центар, наводећи да је циљ била фабрика у чијој се близини налази тржни центар. Председник Зеленски је изјавио: „Миран град, обичан тржни центар са женама унутра, децом, обичним цивилима унутра. Само потпуно луди терористи, којима не би требало да буде место на Земљи, могу да гађају пројектиле на такав објекат."

### 28. јун
Руске снаге су наставиле да гранатирају град Харков и насеља у његовој близини. Штавише, покренули су неуспешне операције на северозападу Харковске области, вероватно да би спречили украјинске снаге да дођу до границе Русије и Украјине и да би одбранили своје положаје у близини Изјума.
BBC је урадио детаљну анализу напада на тржни центар у Кременчуку који се догодио претходног дана. На основу свих расположивих информација закључено је да је једна ракета погодила тржни центар а друга оближњи парк, те се не може тврдити да је намера била искључиво погодити индустријско постројење које се налази између њих.

### 29. јун
Руске снаге су се повукле са Змијског острва, дозвољавајући тим потезом украјинској војсци да врати острво под своју контролу.
Сирија је званично признала ДНР и ЛНР на међународном нивоу.

### 30. јун
Доњи дом Државне думе усвојио је нове законе којима се руском главном тужиоцу дозвољава да угаси стране медије из земаља које су забраниле руске медије, због наратива према рату у Украјини.